# Ectadiosoma pleurocapna
Ectadiosoma pleurocapna är en fjärilsart som beskrevs av Turner 1937. Ectadiosoma pleurocapna ingår i släktet Ectadiosoma och familjen Crambidae. Inga underarter finns listade i Catalogue of Life.